# Trochilus polytmus
Trochilus polytmus е вид птица от семейство Колиброви (Trochilidae).

## Разпространение
Видът е разпространен в Ямайка.